# Балликоннелл

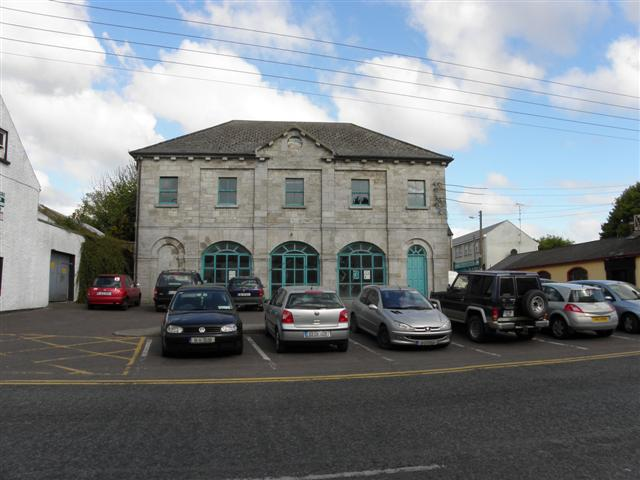
Рынок

Балликоннелл (англ. Ballyconnell; ирл. Béal Átha Conaill, «вход в форт Конайла») — деревня в Ирландии, находится в графстве Каван (провинция Ольстер). Деревня в 1971 и 1974 годах выигрывала Irish Tidy Towns Competition.
Местная железнодорожная станция была открыта 24 октября 1887 года и закрыта 1 апреля 1959 года.

## Демография
Население — 747 человек (по переписи 2006 года). В 2002 году население составляло 572 человек.
Данные переписи 2006 года:
| Общие демографические показатели |               |                               |                               |      |      |
| Всё население                    | Всё население | Изменения населения 2002—2006 | Изменения населения 2002—2006 | 2006 | 2006 |
| 2002                             | 2006          | чел.                          | %                             | муж. | жен. |
| 572                              | 747           | 175                           | 30,6                          | 389  | 358  |